# 鄭松興
鄭松興，廣東省潮陽人，為香港上市公司民生國際前董事長、華南城創辦人兼主席、Man Sang Holdings, Inc.（NYSE代號：MHJ）主席。

## 公職
鄭松興出任以下公職：
- 中國人民政治協商會議廣東省深圳市第三屆及第四屆委員會委員
- 香港寶石廠商會永遠名譽會長
- 中國商業聯合會珠寶首飾委員會創會名譽會長
- 浙江省珍珠行業協會名譽會長
- 深圳市物流與供應鏈管理協會第四屆會長
- 深圳市工業經濟聯合會副會長
- 中國企業聯合會及中國企業家協會第八屆常務委員
- 深圳國際商會副會長
- 中華全國工商業聯合會金銀珠寶業商會第三屆副會長
- 香港貿易發展局珠寶業前諮詢委員會成員
- 香港工業總會第11分組（首飾包括玉石與象牙製手工藝品）前主席及理事會成員

## 榮譽
- 舊金山州立大學 Distinguished International Entrepreneur of the Year Award 1997
- 1997年香港青年工業家獎
- 2008年中國優秀企業家獎

## 外部連結
- 華南城控股有限公司 （页面存档备份，存于）

## 新聞
- 新聞鏈接：鄭松興先生簡介
- 鄭松興締造中國綜合商貿物流新型業態 （页面存档备份，存于）
- 鄭松興4.88億購大埔獨立洋房
- 香港寶石廠商會